# Kiseki/No.1
„Kiseki/No.1” (jap. 奇蹟/No.1) – ósmy japoński singel BoA, wydany 19 września 2002 roku przez Avex Trax. Singel promował album Valenti. Osiągnął 3 pozycję w rankingu Oricon Singles Chart i pozostał na liście przez 17 tygodni, sprzedał się w nakładzie 129 462 egzemplarzy i zdobył status złotej płyty.
Koreańska wersja utworu „No.1” ukazała się 1 kwietnia 2002 roku na albumie No.1.

## Lista utworów
| Nr | Tytuł                               | Słowa            | Kompozycja      | Aranżacja               | Czas |
| -- | ----------------------------------- | ---------------- | --------------- | ----------------------- | ---- |
| 1. | „Kiseki” (jap. 奇蹟)                | Natsumi Watanabe | Kōsuke Morimoto | Ken Matsubara           |      |
| 2. | „NO.1”                              | Ryōji Sonoda     | ZIGGY           | Ahn Ik-soo, Kim Ho-hyun |      |
| 3. | „flower”                            | Ryōji Sonoda     | BOUNCEBACK      | AKIRA                   |      |
| 4. | „Kiseki” (jap. 奇蹟) (Instrumental) |                  | Kōsuke Morimoto | Ken Matsubara           |      |
| 5. | „NO.1” (Instrumental)               |                  | ZIGGY           | Ahn Ik-soo, Kim Ho-hyun |      |
| 6. | „flower” (Instrumental)             |                  | BOUNCEBACK      | AKIRA                   |      |